# Château de Sudeley
Le château de Sudeley est un château classé dans la paroisse de Sudeley, dans les Cotswolds, près du bourg médiéval de Winchcombe, Gloucestershire, Angleterre. Le château possède 10 jardins remarquables couvrant environ 15 acres dans un domaine de 1 200 acres niché dans les collines des Cotswolds.
La construction du château commence en 1443 pour Ralph Boteler, le lord grand trésorier, sur le site d'un ancien manoir fortifié du XIIe siècle. Il est ensuite saisi par la couronne et devient la propriété du roi Édouard IV et du roi Richard III, qui y construit sa célèbre salle de banquet.
Le roi Henri VIII et son épouse d'alors Anne Boleyn visitent le château en 1535, et il devient plus tard la maison et le dernier lieu de repos de sa sixième épouse, Catherine Parr qui s'est remariée après la mort du roi. Parr est enterrée dans l'église du château, faisant de Sudeley le seul château privé au monde à avoir une reine d'Angleterre enterrée dans son parc. Sudeley devient ensuite la maison de la famille Chandos, et à trois reprises la reine Élisabeth Ire, s'y rend, et y organise une fête de trois jours pour célébrer la défaite de l'Armada espagnole.
Pendant la première guerre civile anglaise, le château est utilisé comme base militaire par le roi Charles Ier et le prince Rupert, et il est ensuite assiégé et abimé par les forces parlementaires, restant en grande partie en ruines pendant les siècles suivants jusqu'à son achat en 1837 par la famille Dent, qui restaure le château et le transforme en maison de famille.

## Histoire

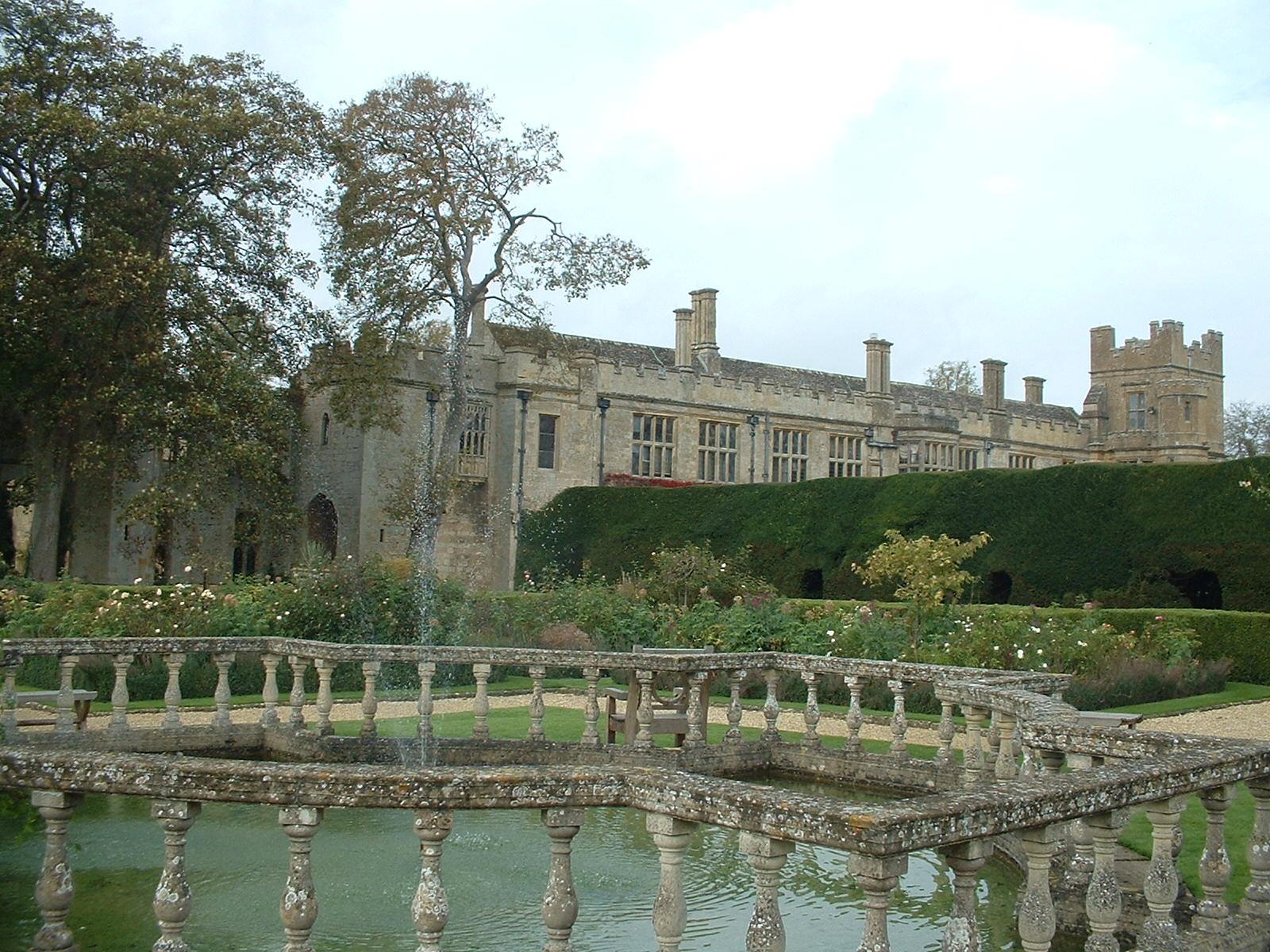
Les jardins de la reine au château de Sudeley

### XIesiècle
Bien que les origines de Sudeley soient perdues dans le temps, son nom, une corruption de son nom anglo-saxon Sudeleagh, signifiant « pâturage ou clairière au sud dans la forêt » nous donne une idée de ce que c'était. Sudeley doit très probablement son ascension précoce en tant que domaine royal à sa proximité avec Winchcombe, qui, sous le règne du roi Offa, est la capitale du royaume de Mercie. Sous le patronage royal, Winchcombe prospère, devenant une ville fortifiée avec son propre monastère, où un roi et un saint sont maintenant enterrés.
Au tournant du XIe siècle, Sudeley est un manoir situé dans un parc aux cerfs royaux, offert en cadeau extravagant par le roi Æthelred le Malavisé à sa fille, la princesse Goda d'Angleterre, le jour de son mariage.
Malgré la politique de Guillaume le Conquérant de priver les nobles saxons de leurs domaines après la conquête normande de 1066, la famille réussit à conserver Sudeley, et les héritiers de la princesse Goda détiennent Sudeley pendant encore quatre siècles.

### XIIesiècle
Durant l'Anarchie, Jean de Sudeley soutient l'impératrice Mathilde dans son combat contre son cousin, Étienne de Blois.
On pense que le premier château de Sudeley est construit à cette époque, autrement connu sous le nom de château adultère. On ne sait rien de ce à quoi ressemblait ce château; il se peut qu'il s'agisse simplement de la fortification du manoir existant ou d'une structure entièrement nouvelle.
Cependant, après le sac de Worcester en 1139 par les forces de l'impératrice Mathilde, sous les ordres de son frère Robert de Gloucester, Galéran IV de Meulan riposte, attaquant et capturant à la fois Sudeley et Tewkesbury.
Bien que l'on sache peu de choses sur ce qui est arrivé à Sudeley lors de cette attaque, il semble probable que ses fortifications aient été démolies par le comte de Worcester, dès que Roger, comte de Hereford a construit une motte de remplacement et un château à Winchcombe.
Quelques décennies après l'Anarchie, la famille Sudeley revient sur la scène politique avec le fils cadet de John, Guillaume de Tracy, participant au meurtre de Thomas Becket, archevêque de Cantorbéry. Guillaume est par la suite excommunié par le pape Alexandre III. Il se rend en pèlerinage à Rome en 1171 et obtient une audience avec le pape, qui l'exile avec ses compagnons conspirateurs à Jérusalem,,.

### Construction du château actuel

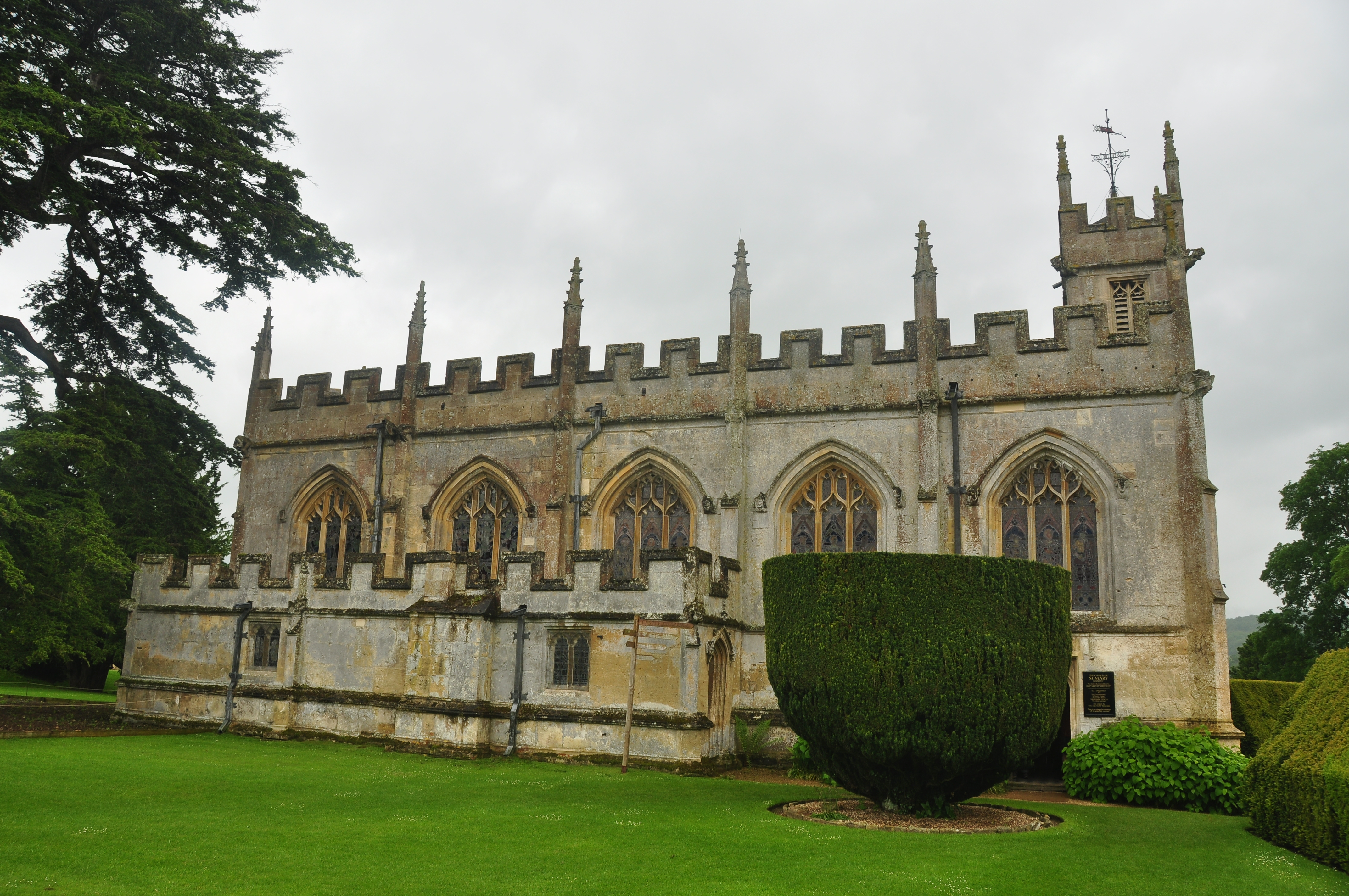
Chapelle Sainte-Marie, construite vers 1460)

Au début du XVe siècle, on croyait que le nom Sudeley avait disparu et la famille Boteler a hérité du château par le mariage de Joan, la sœur du dernier de Sudeley.
On pense que Ralph Boteler commence la construction du château en 1443, à peu près au même moment où il devient lord grand trésorier. Ralph se fait connaître pendant la guerre de Cent Ans ; servant en France sous Jean de Lancastre en 1419, et est ensuite nommé au Conseil de régence du roi Henri VI en 1423.
Sudeley n'est pas le premier grand projet de Ralph, ayant largement rénové le Manor on the More, la maison qu'il utilise lorsqu'il vient à la cour, et est décrit plus tard par un ambassadeur français, Jean du Bellay, comme plus magnifique que Hampton Court. Malheureusement, Ralph n'obtient pas la permission royale de créneler le château et doit demander le pardon du roi Henri VI.
Ralph construit le château de Sudeley sur un plan à double cour; avec la cour extérieure utilisée par les serviteurs et les hommes d'armes, et la cour intérieure et ses bâtiments réservés à l'usage de Ralph et de sa famille.
En 1449, le fils de Ralph, Thomas Boteler, épouse Éléonore Talbot, connue comme « la reine secrète d'Angleterre » pour sa relation avec le roi Édouard IV après la mort de son mari. C'est cette relation que le roi Richard III utilise pour délégitimer les enfants et les héritiers de son frère, s'ouvrant ainsi la voie pour prendre la couronne.

### Richard III

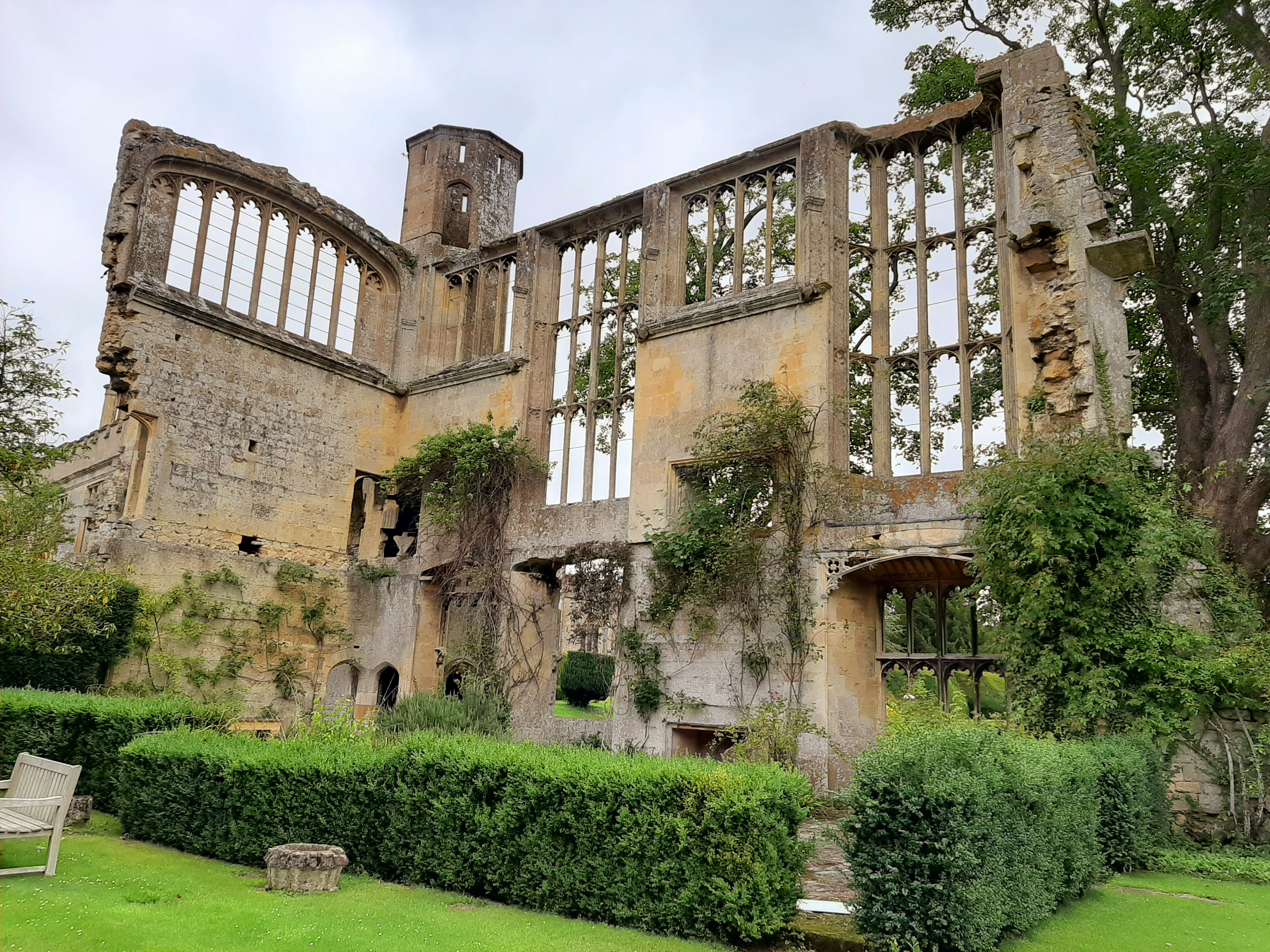
Salle de banquet Richard-III

Ralph, désormais en disgrâce car partisan de la cause lancastrienne, est contraint en 1469 de vendre Sudeley et six autres manoirs à la couronne. Édouard IV accorde Sudeley à son frère, Richard, duc de Gloucester, qui l'utilise comme base militaire avant la bataille de Tewkesbury en 1471,.
En 1478, Richard échange Sudeley pour le château de Richmond, avant de le reprendre lorsqu'il accède au trône en 1483, et semble avoir visité les châteaux de Sudeley et de Kenilworth lors d'un voyage.
Richard est crédité d'avoir construit la grande salle de banquet à Sudeley. Cette «grande salle» est construite selon les dernières modes de son temps, avec une salle au rez-de-chaussée utilisée pour rencontrer des invités et festoyer, et la grande salle supérieure étant réservée spécialement à l'usage du roi et de son invité spécial, ses propres chambres étant reliées à cette pièce. Lorsqu'on les approche de l'extérieur, les bords des oriels de la salle sont décorés de ce qui est présumé être la rose blanche d'York.
La salle de banquet est maintenant partiellement en ruine et est transformée en jardin, avec des roses et du lierre grimpant sur les murs. En 2018, les conservateurs travaillent pour stabiliser la ruine.
Après la mort de Richard à la bataille de Bosworth en 1485, Sudeley, en tant que propriété de la couronne, est transférée au roi Henri VII, qui l'offre à son tour à son oncle Jasper Tudor.

### Catherine Parr

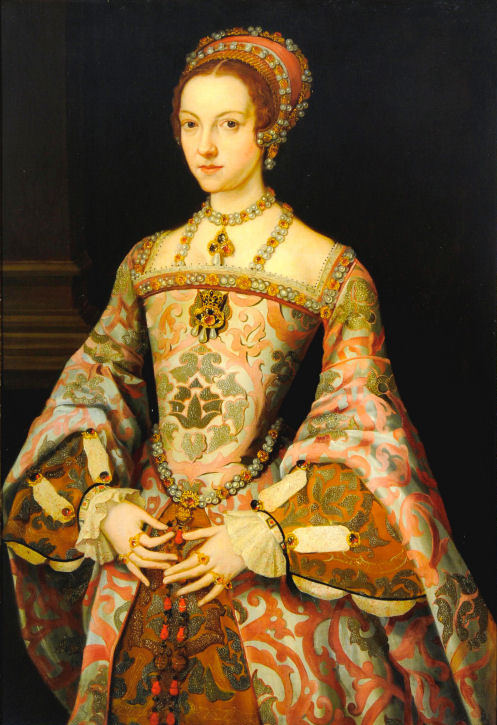
Le Melton Constable ou Hastings portrait de la reine Catherine Parr

Pendant son règne, Henri VIII ne séjourne qu'une seule fois à Sudeley, lors de son voyage royal de 1535 avec Anne Boleyn. Dans les mois qui précèdent la visite d'Henri à Sudeley, il commence à décréter la dissolution des monastères, exécutant l'évêque John Fisher et Thomas More. De plus, c'est pendant qu'il est à Sudeley que le pape Paul III et l'empereur romain germanique Ferdinand Ier commencent à discuter de son excommunication et de sa destitution.
La mort d'Henri et l'avènement du roi Édouard VI ouvrent la voie à l'ascension d'Edward et de Thomas Seymour. Le testament d'Henry comporte une clause de « dons non exécutés » qui permet à ses exécuteurs testamentaires de s'offrir de nouvelles terres et de nouveaux titres, ce qui conduit Edward à être déclaré Lord Protecteur du Royaume et à faire de son frère le baron Seymour de Sudeley.
Quelques mois plus tard, Thomas épouse secrètement la veuve et dernière épouse d'Henry, la reine Catherine Parr sans l'autorisation du roi, provoquant un petit scandale.
En 1548, Catherine, maintenant enceinte, s'installe avec son mari au château de Sudeley, prenant une suite considérable : 120 Yeomen of the Guard et Gentlemen of the Household, plus ses dames d'honneur. Avant son arrivée, Seymour a dépensé « de grosses sommes d'argent pour le château, pour l'adapter à une reine ». Le château est spécialement préparé pour ce déménagement, et il existe encore des descriptions de ce à quoi ressemblait la chambre de Catherine. Pendant le séjour de Parr, l'une de ses assistantes est Jeanne Grey, la pupille de Thomas Seymour qui est reine pendant neuf jours en 1553.

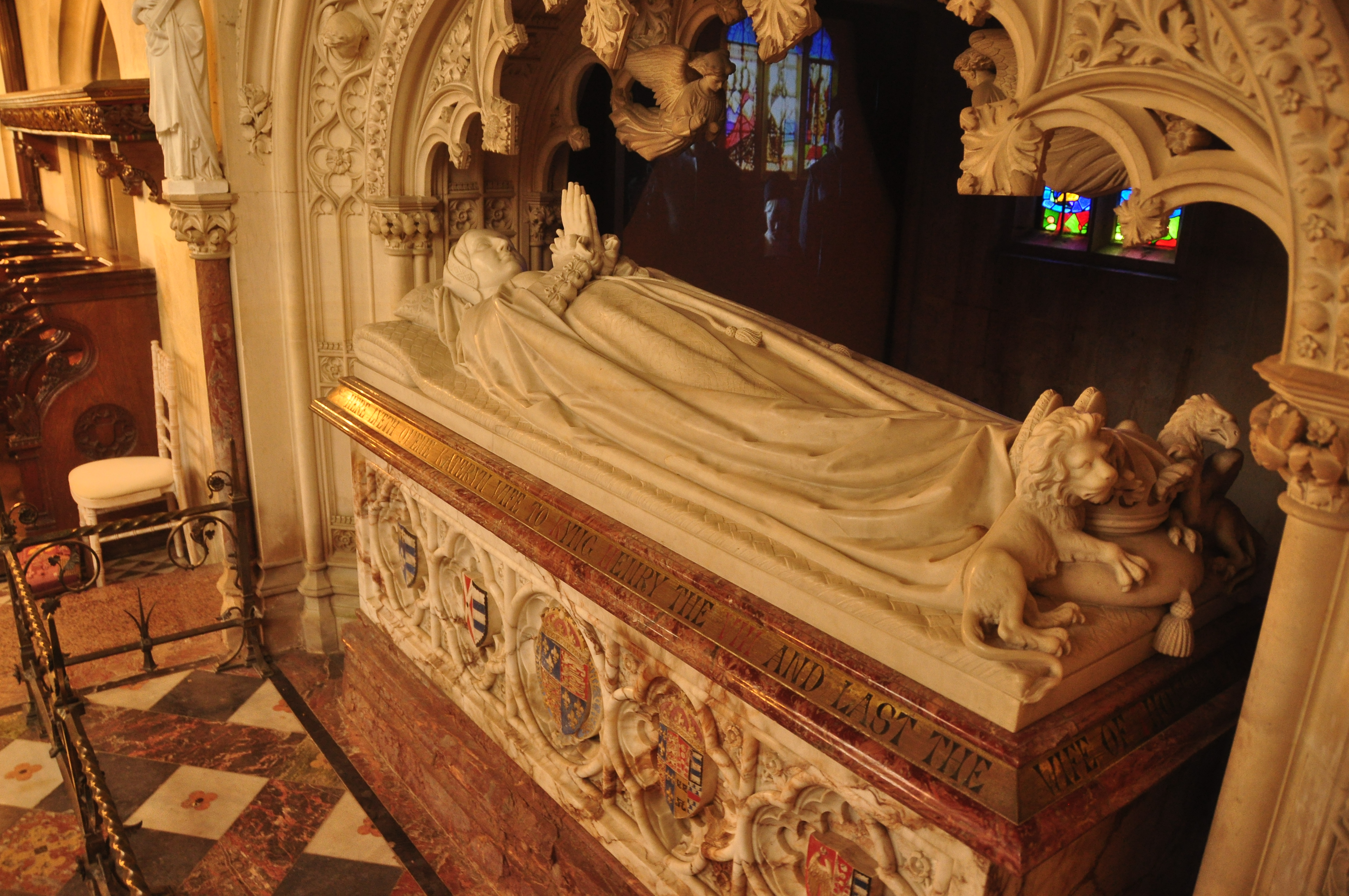
Tombe de Catherine Parr, ajoutée en 1863

Catherine meurt à Sudeley le 5 septembre 1548 de ce qui est décrit comme la « fièvre de l'enfantement », cinq jours après avoir donné naissance à sa fille Mary Seymour. Lors des funérailles, Lady Jane Grey est la principale pleureuse et le réformateur ecclésiastique Myles Coverdale prêche son premier sermon protestant.
Catherine est enterrée deux jours plus tard à l'église Sainte-Marie, dans l'enceinte de Sudeley, lors de ce qui est le premier enterrement protestant en anglais. Au cours des deux siècles suivants, sa tombe originale est « mutilée et dégradée » et l'emplacement de son lieu de sépulture est perdu. En 1782, un cercueil est découvert, avec une plaque de plomb qui disait « Ici repose Quene Kateryne épouse de Kyng Henry VIII et Last l'épouse de Thomas Lord of Sudeley ... mort le 5 septembre. . . ». En 1792, des vandales déterrent le cercueil. En 1817, les restes sont placés dans une voûte en pierre près des restes du 6e Lord Chandos.
Après l'achèvement de la restauration de la chapelle en 1863, les restes de Parr sont placés dans une nouvelle tombe à baldaquin néo-gothique conçue par George Gilbert Scott et créée par le sculpteur John Birnie Philip,.
Après la mort de Catherine, son mari Thomas conserve Sudeley jusqu'à ce qu'il soit exécuté pour trahison six mois plus tard. Le frère de Catherine, William Parr, hérite alors du château, il occupe à son tour Sudeley jusqu'en 1553, date à laquelle il est également accusé de trahison, et Sudeley est saisi par la couronne.

### FinXVIesiècle

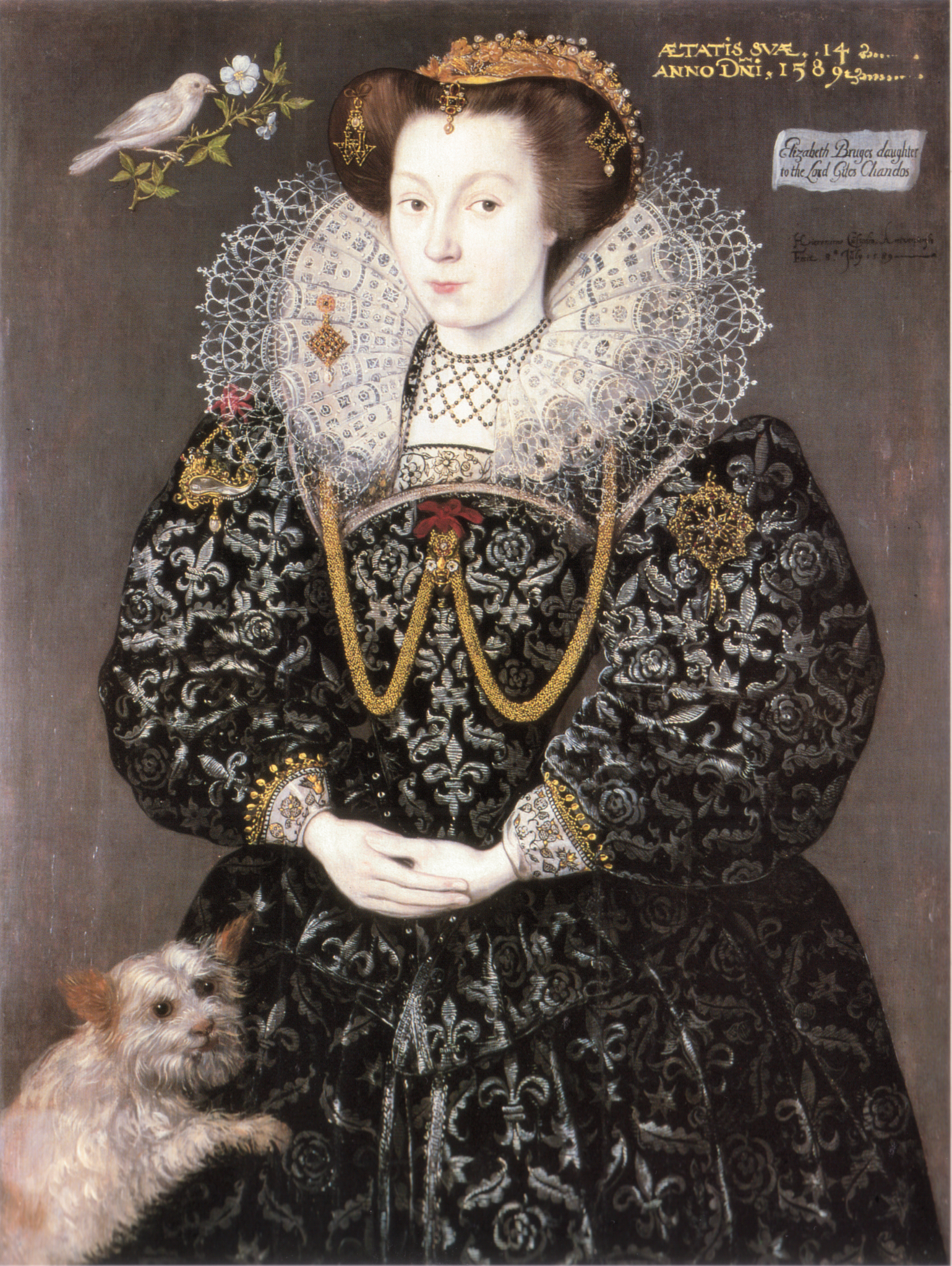
Portrait signé et daté d'Elizabeth Brydges, âgée de 14 ans. Fille de Giles Brydges. Elle est demoiselle d'honneur d'Élisabeth Ire en 1589

Le 8 avril 1554, John Brydges est élevé au rang de baron Chandos de Sudeley par la reine Marie Ire. Il a auparavant été lieutenant de la tour de Londres, se liant d'amitié avec Lady Jane Grey. C'est lui qui conduit Jane à son exécution alors qu'elle est sous sa garde.
Son élévation est presque certainement venue de son aide dans la répression de la rébellion de Wyatt.
Son fils Edmund Brydges remodèle le château dans les années 1560 et 1570, reconstruisant presque complètement la cour extérieure, la partie du château occupée par la famille actuelle, dans ce que nous voyons maintenant.
La reine Élisabeth Ire séjourne à Sudeley à trois reprises au cours de son règne, visitant d'abord sa vieille amie, Dorothy Bray (en), récemment veuve, baronne Chandos à Sudeley en 1574. Restant à nouveau pendant le voyage royal de 1575, qui voit Robert Dudley organiser une somptueuse fête au château de Kenilworth dans une dernière tentative pour la convaincre de l'épouser.
Le séjour le plus célèbre d'Élisabeth à Sudeley remonte à 1592, lorsque Giles Brydges organise une fête de trois jours pour elle. Giles aménage les terrains entourant le château en préparation de la visite, et organise des banquets, des pièces de théâtre, des danses et offre des cadeaux extravagants pendant son séjour, présentant même sa fille, Elizabeth Brydges à la reine sous les traits de Daphné. La visite aurait failli mettre la famille Brydges en faillite.
Les fouilles annuelles des archéologues DigVentures depuis 2018 visent à en savoir plus sur cette fête, à découvrir de vastes jardins élisabéthains et une éventuelle maison de banquet.

### Guerre civile anglaise

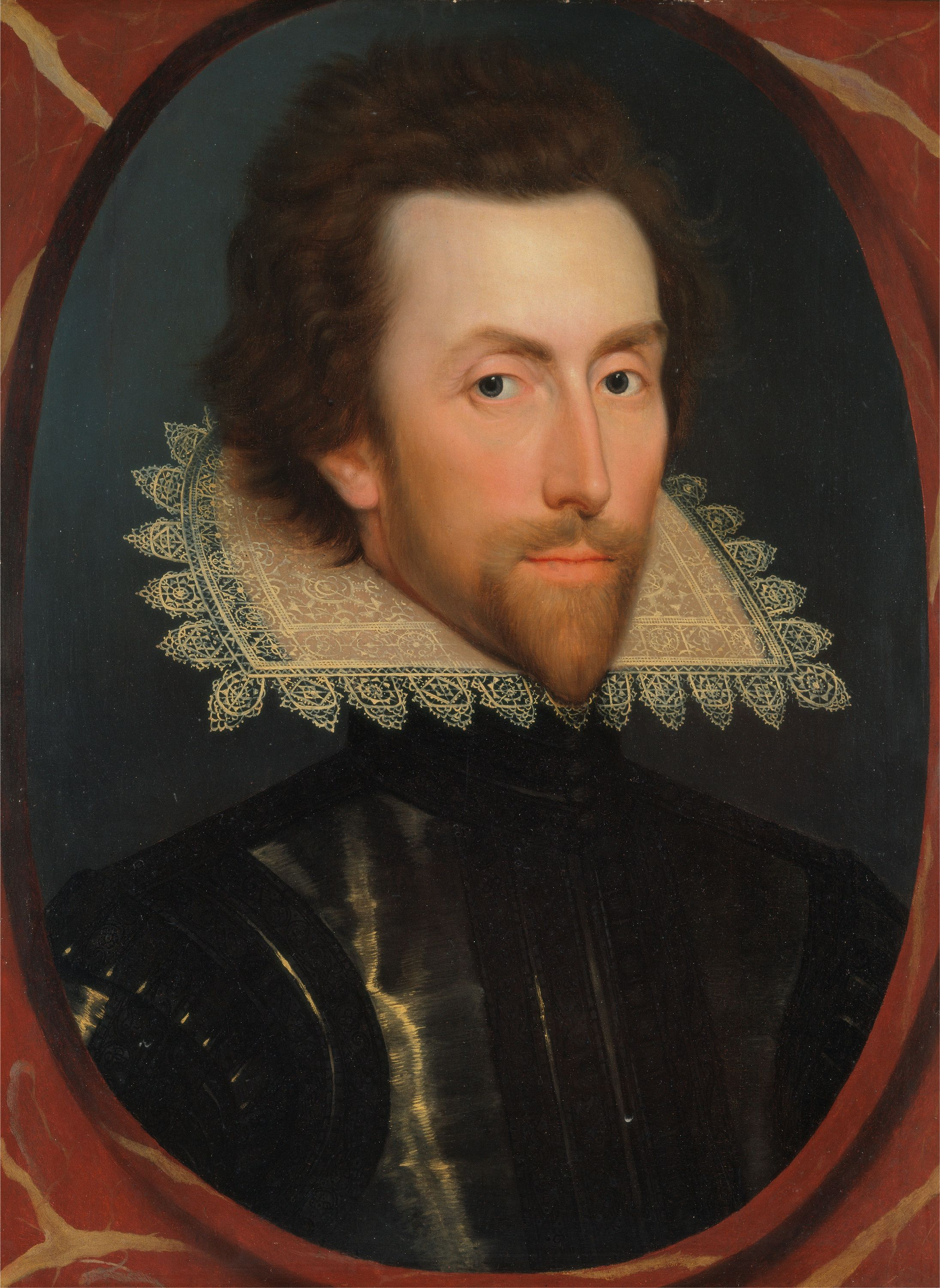
Grey Brydges, 5e baron Chandos « roi des Cotswolds »

Sous la famille Chandos, Sudeley continue à prospérer, avec Grey Brydges obtenant le titre de « roi des Cotswolds » pour son style de vie magnifique et sa générosité. Les archives montrent qu'il a acheté des tapisseries coûteuses de l'étranger par l'intermédiaire de William Trumbull, envoyé auprès des archiducs d'Autriche, pour décorer Sudeley. Grey est un courtisan influent et un voyageur avide, voyageant beaucoup en Europe et prenant part à la guerre de Succession de Juliers. Il épouse Anne Stanley, descendante de la sœur cadette du roi Henri VIII, la princesse Marie, et possible héritière du trône d'Angleterre. Il meurt en 1621.
Le dernier occupant royal de Sudeley est le roi Charles Ier pendant la guerre civile anglaise, une guerre qui oppose le roi et le parlement.
Le nouveau seigneur, George Brydges soutient la cause royaliste, et c'est alors qu'il soutient le prince Rupert lors du siège de Cirencester en janvier 1643 que Sir Edward Massey, avec quelque cinq cents soldats et deux canons, attaque le château. La petite garnison tombe bientôt et le château est pillé et abandonné après la nouvelle que l'armée royaliste a pris Cirencester et tourne son attention vers le château.
Plus tard cette année-là, après l'échec de l'armée royaliste lors du siège de Gloucester, le roi Charles installe un camp à Sudeley, l'utilisant comme base d'opérations dans le Gloucestershire ; puis se met à essayer de forcer Robert Devereux à une bataille ouverte.
Le château change de mains plusieurs fois pendant la guerre, notamment en résistant aux bombardements au canon de Sir William Waller, jusqu'à ce qu'il soit trahi par l'un de ses officiers qui laisse entrer les assaillants.
En 1649, après la fin de la guerre civile, le parlement ordonne l'abandon du château, pour s'assurer qu'il ne pourrait plus jamais être utilisé comme poste militaire. Le processus dure environ cinq mois, démantelant en grande partie la cour intérieure et les appartements royaux, mais laissant étrangement intacte une grande partie de la cour extérieure. En 1650, George Brydges reçoit une compensation financière pour la perte du château.
Endetté, il est incapable de reconstruire Sudeley, et il meurt en 1655 après des années d'emprisonnement dans la tour de Londres. À sa mort, le château à moitié abandonné passe à sa veuve, Lady Jane Savage, et est séparé du titre de baron Chandos pour la première fois depuis plus d'un siècle. Elle n'a pas les moyens de le restaurer et le château devient une ruine négligée pendant près de 200 ans.

### Renaissance victorienne

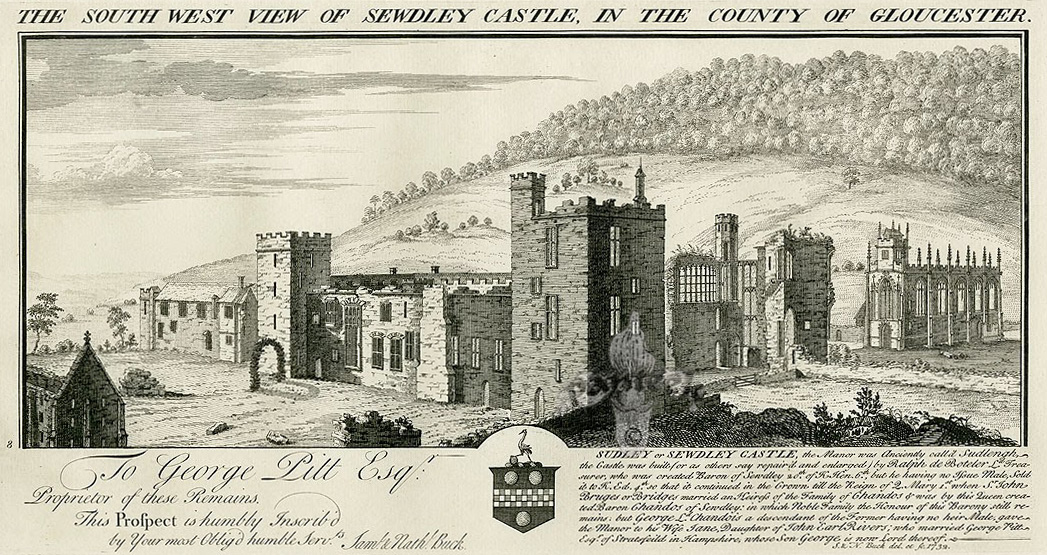
Gravure du château de Sudeley en 1732, montrant la cour intérieure en ruine et la cour extérieure toujours occupée.

Pendant près de deux siècles, le château est en grande partie laissé en ruines, mais n'a apparemment jamais été complètement abandonné. Sudeley appartient à la famille Pitt, descendants du deuxième mariage de Lady Jane Savage, qui sont élevés à la pairie en 1776 sous le nom de baron Rivers.
Au XVIIIe siècle, ils louent Sudeley à des locataires, notamment la famille Lucas, membres de la noblesse locale. Joseph Lucas reçoit le roi George III lors de sa visite au château en 1788, avec Mme Cox la gouvernante sauvant la vie du roi, le rattrapant après sa chute dans la tour octogonale. La famille Lucas est également impliquée dans la redécouverte de la tombe de la reine Catherine Parr en 1782, son cadavre est retrouvé « entier et non corrompu. »
En 1837, le château de Sudeley est acheté par les frères John et William Dent de Worcester, de riches fabricants de gants, dont le père a fondé Dents Gloves en 1777. Au moment de l'achat, le château est « en ruine, mais en partie occupé par des locataires,. »

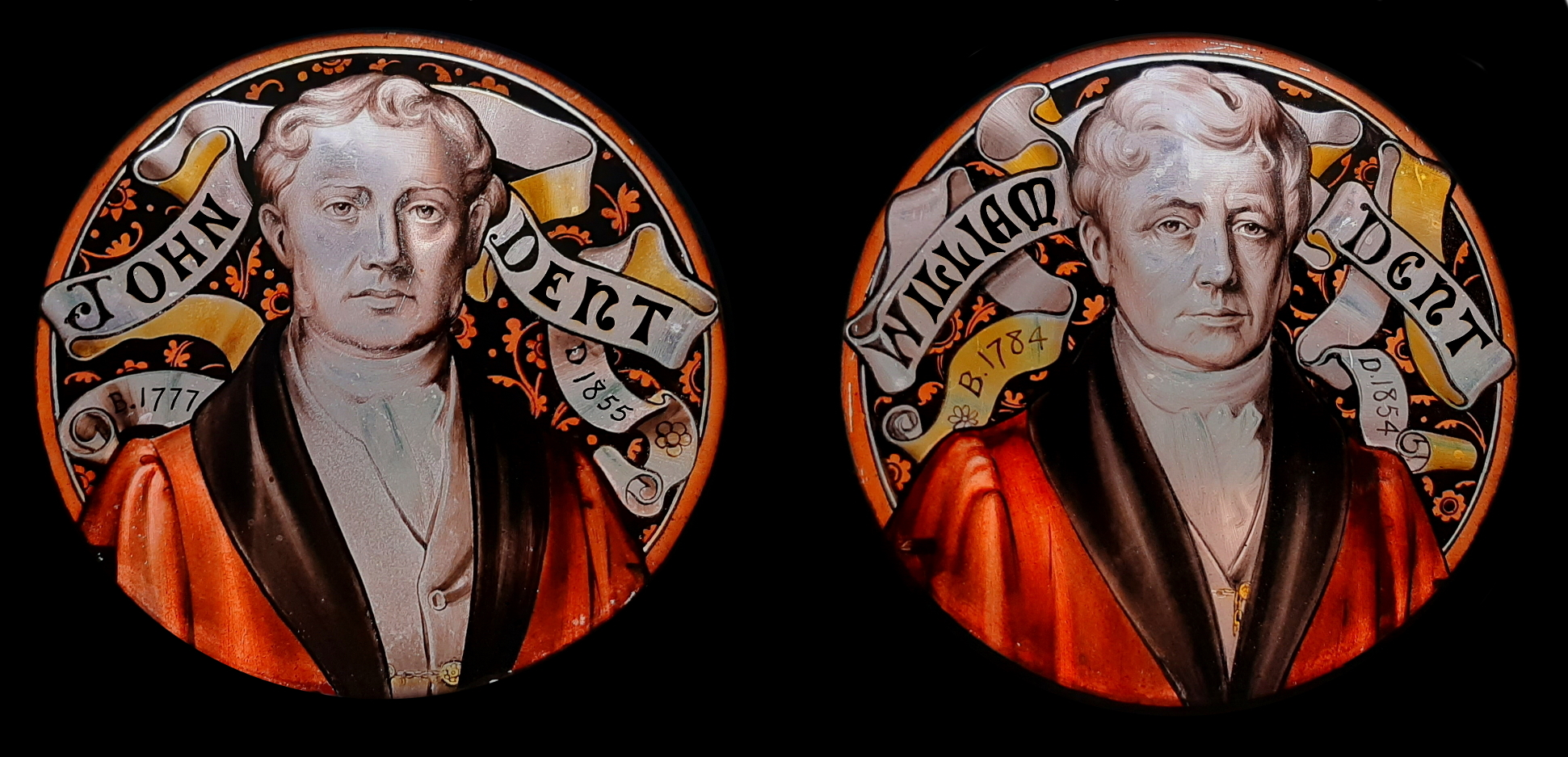
John et William Dent, les frères qui ont fait fortune dans les gants, ont acheté et restauré le château en 1837

L'un des locataires précédents, John Attwood, a transformé le château en une maison publique "The Castle Arms", et l'a traité comme une carrière, le brisant et vendant la pierre, le bois et le plomb.
La restauration du château par les Dents est assez sensible, décidant de ne pas reconstruire entièrement le château; plutôt, en laissant une partie en ruines pittoresques, donnant au château une grande partie de son caractère encore visible aujourd'hui. Une source fiable déclare que la restauration est dirigée par George Gilbert Scott, « travaillant du côté ouest de la cour intérieure dans le style des bâtiments médiévaux et élisabéthains existants » ; Gilbert Scott commence ensuite la restauration de la chapelle Sainte-Marie du château.

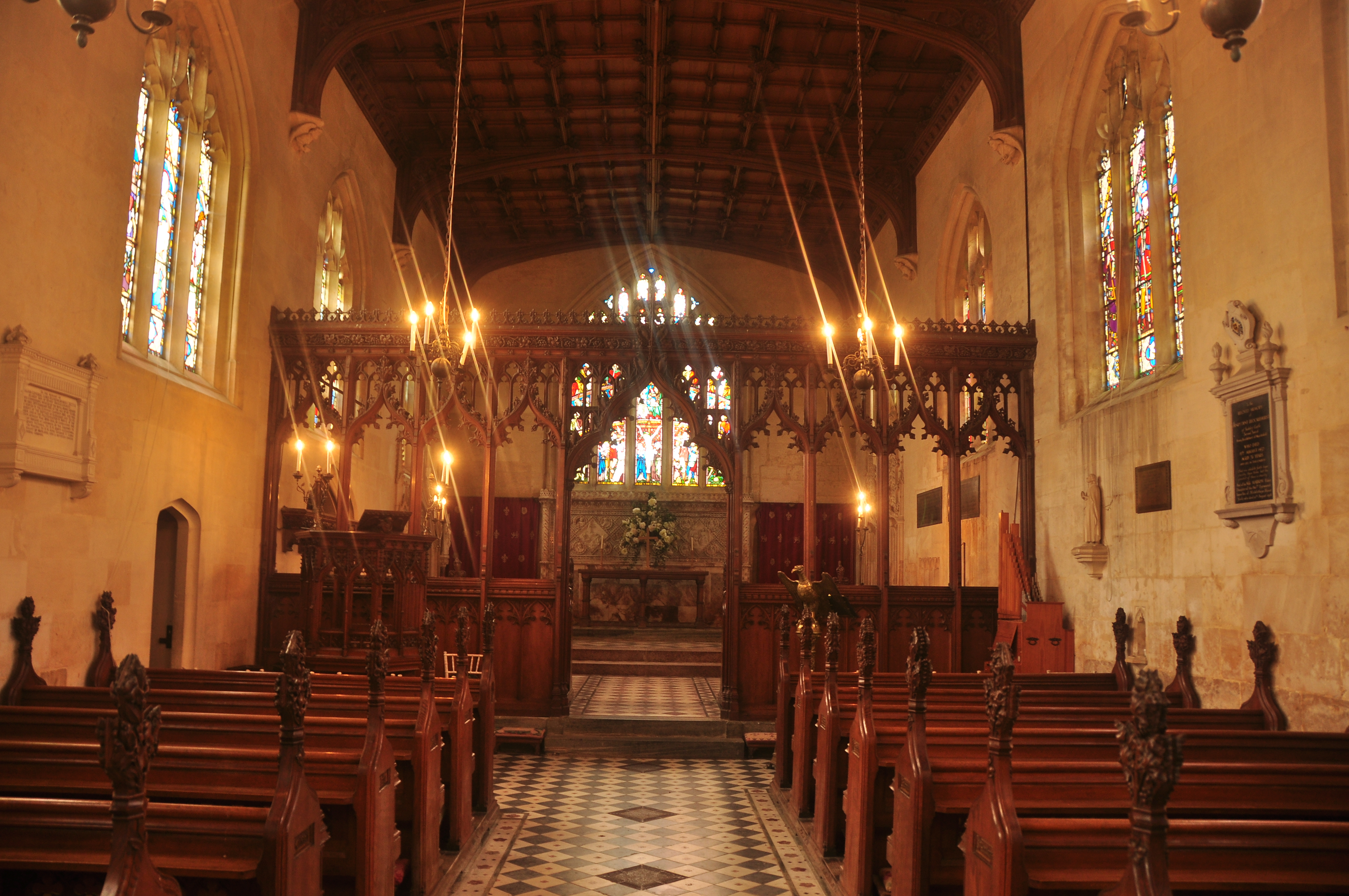
La chapelle Sainte-Marie

Lorsque le Sudeley devient à nouveau habitable, les frères entreprennent de remplir le château d'œuvres d'art et d'antiquités, achetant une partie considérable de la collection d'Horace Walpole lors de la vente de Strawberry Hill House de 1842, une vente aux enchères qui dure 32 jours. Un rapport indique qu'ils fournissent à la maison « une remarquable collection d'antiquaires de meubles, de verres et de peintures qui ont étoffé son histoire, notamment des achats très judicieux de la vente de Strawberry Hill en 1842. »
En 1855, les deux frères meurent et leur neveu, John Croucher Dent, hérite du château, ainsi que sa femme, Emma, de la riche famille de fabricants de soie, les Brocklehursts de Macclesfield, qui entreprennent d'améliorer le château et d'enrichir ses collections.

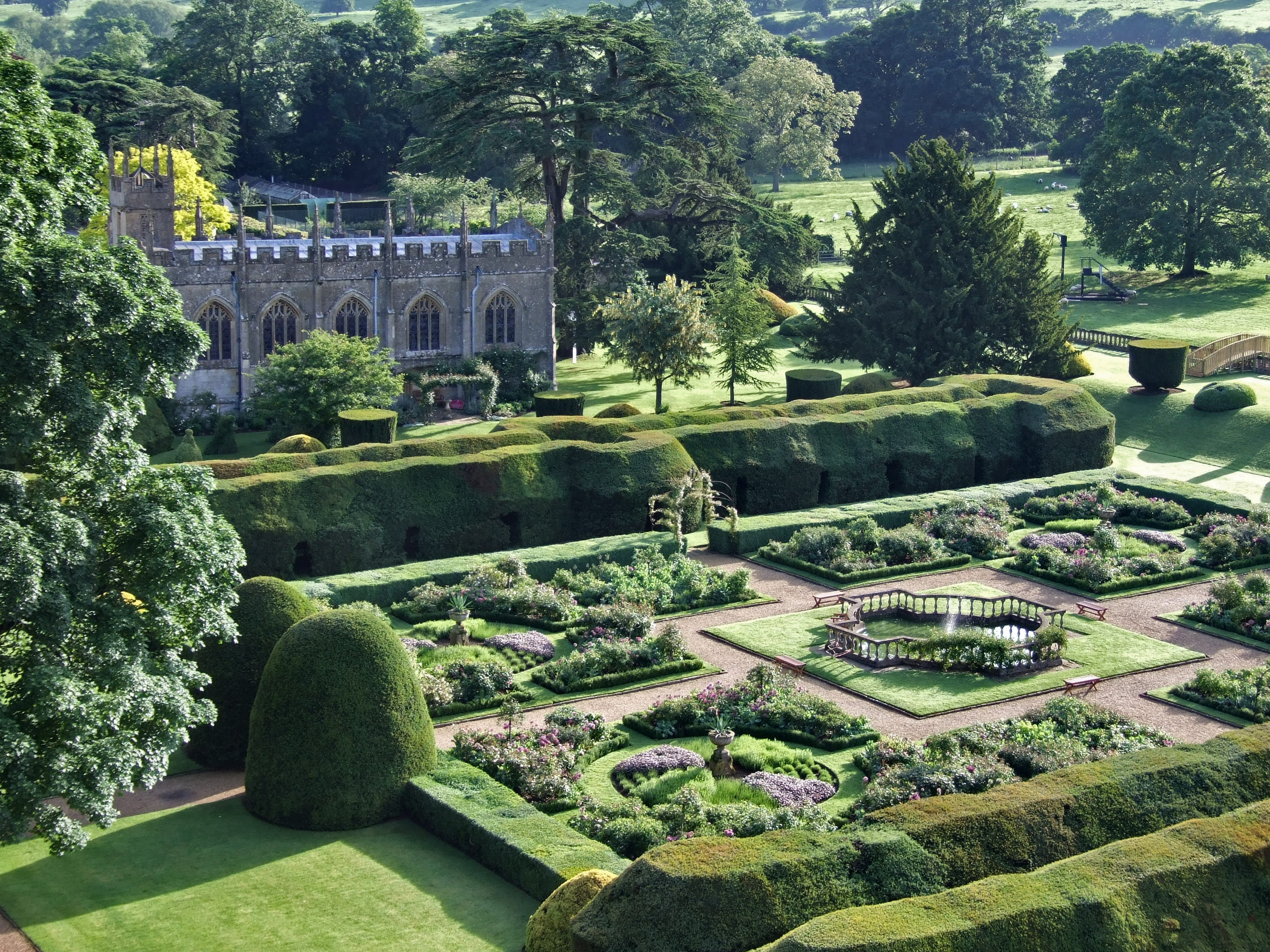
Jardin de la Reine

Emma reçoit à grande échelle, organisant des bals costumés et des soirées, accueillant souvent plus de 2 000 invités par an; elle est également une écrivaine de lettres prolifique, dont un certain nombre subsistent dans la collection du château, notamment celles de Florence Nightingale.
En 1859, Emma décide de tenter une recréation d'un jardin historique. En 1885, elle commence à « agrandir considérablement la maison et ses services ... elle remodèle le côté ouest du château sur toute la longueur des deux cours, surédifiant une partie des ruines et commençant une nouvelle tour au nord-est. coin. » En 1892, elle fait construire une « loge nord » sur la propriété. Elle s'est également arrangée pour que Winchcombe obtienne son "premier approvisionnement en eau courante en 1887".
Après qu'Henry Dent Brocklehurst et sa femme Marion aient hérité de la propriété en 1900, ils achèvent une redécoration. Trente ans plus tard, leur fils, Jack, s'arrange pour « reconfigurer la gamme orientale du bâtiment » et « la création d'une bibliothèque lambrissée meublée d'une cheminée élisabéthaine. » Sa femme Mary apporte la « collection de beaux tableaux de Walter Morrison » au château; la majorité des pièces sont encore sur place.

### Seconde Guerre mondiale et plus tard
Au début de la Seconde Guerre mondiale, Sudeley est dans une situation difficile, ayant souffert des énormes droits de succession qui lui ont été imposés à la mort d'Henry Dent-Brocklehurst en 1932, forçant la famille à vendre une grande partie des terres du château.
Pendant la guerre, le château est utilisé comme entrepôt par la Tate Gallery qui déplacent ses œuvres d'art hors de Londres dans le but de le garder en sécurité pendant le Blitz.
Le camp 37 est situé là où se trouve aujourd'hui le parking des visiteurs, un camp de prisonniers de guerre pour les soldats italiens et allemands capturés. Les prisonniers de guerre travaillent dans des fermes locales pendant toute la durée de la guerre jusqu'à sa fermeture le 20 janvier 1948.
Elizabeth, née aux États-Unis, vient pour la première fois à Sudeley après son mariage avec Mark Dent-Brocklehurst en 1962, et dans les années suivantes, elle prépare l'ouverture du château au public, avec une grande fête en mai 1970.
Mark est décédé en 1972, laissant Elizabeth, Lady Ashcombe gérer seule Sudeley, et le château doit survivre à sa troisième série de lourdes charges de succession en moins de cinquante ans.
Elizabeth, Lady Ashcombe épouse Henry Cubitt et oncle de Camilla, duchesse de Cornouailles en 1979. Ils décident de garder Sudeley ouvert au public en tant qu'attraction historique et entreprennent une restauration majeure du château. Lord Ashcombe est décédé en 2013,.

## Histoire récente
Sudeley est exploité par la famille et reste la maison d'Elizabeth, Lady Ashcombe et « son fils, sa fille et leurs familles. » 
Le château s'ouvre au public de façon saisonnière et des sections sont utilisées comme hôtel, mais il reste aussi une maison de famille, avec Elizabeth, Lady Ashcombe souvent appelée la « châtelaine de Sudeley,. »

## Jardins et parc
Le château de Sudeley se trouve au cœur d'un domaine de 1 200 acres niché dans les vallées des Cotswolds.

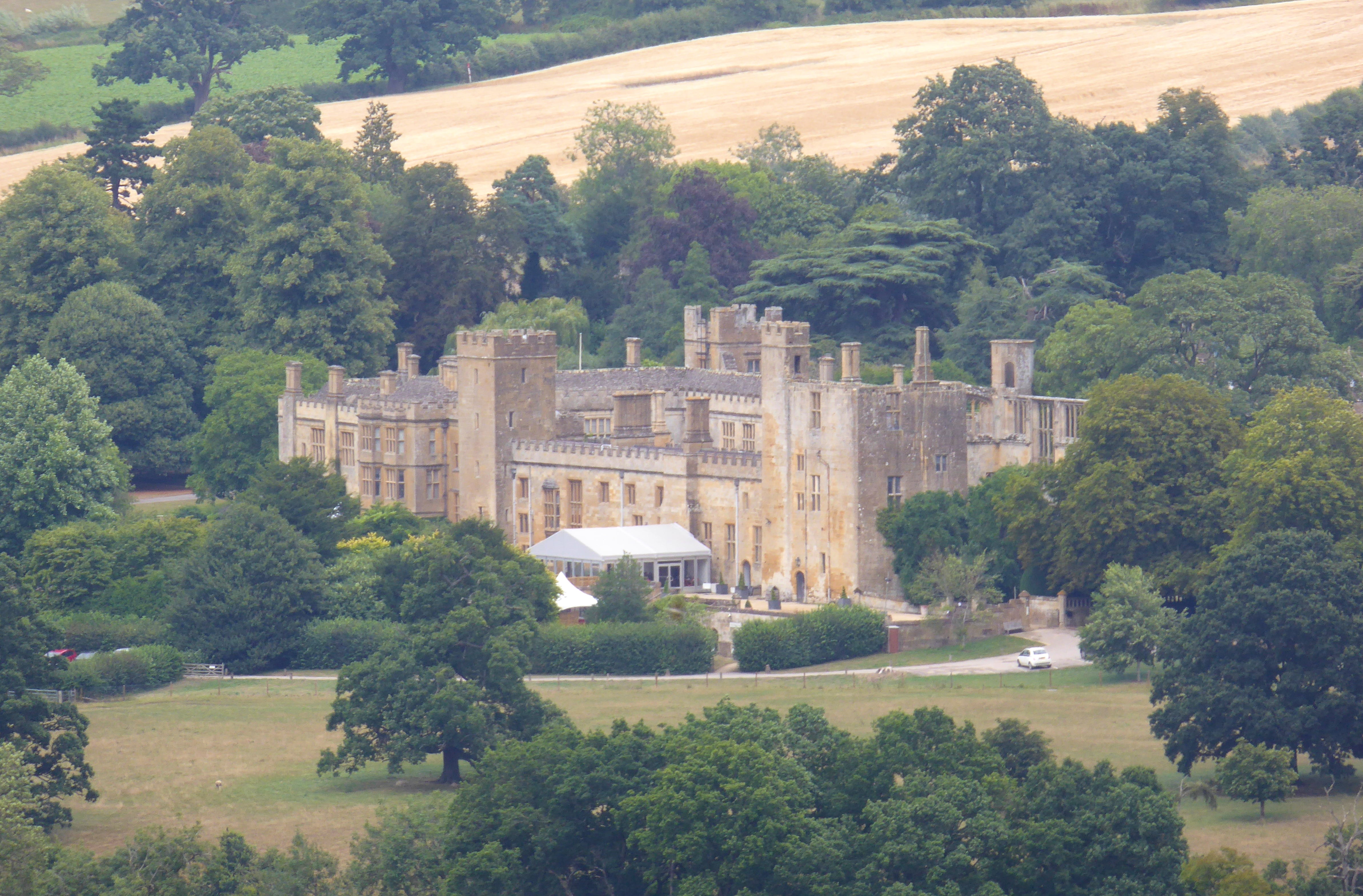
Château de Sudeley visible depuis le Cotswold Way

Le domaine lui-même est composé d'un mélange de pâturages ouverts et de bois, et est sillonné par un certain nombre de sentiers publics, notamment le Cotswold Way, un sentier de grande randonnée. Ces sentiers relient Sudeley à d'autres villes et monuments historiques, tels que l'abbaye de Hailes, Broadway, Belas Knap et Stanway House.
Les jardins du château couvrent environ 15 acres et sont accessibles au public pendant la saison d'ouverture du château.

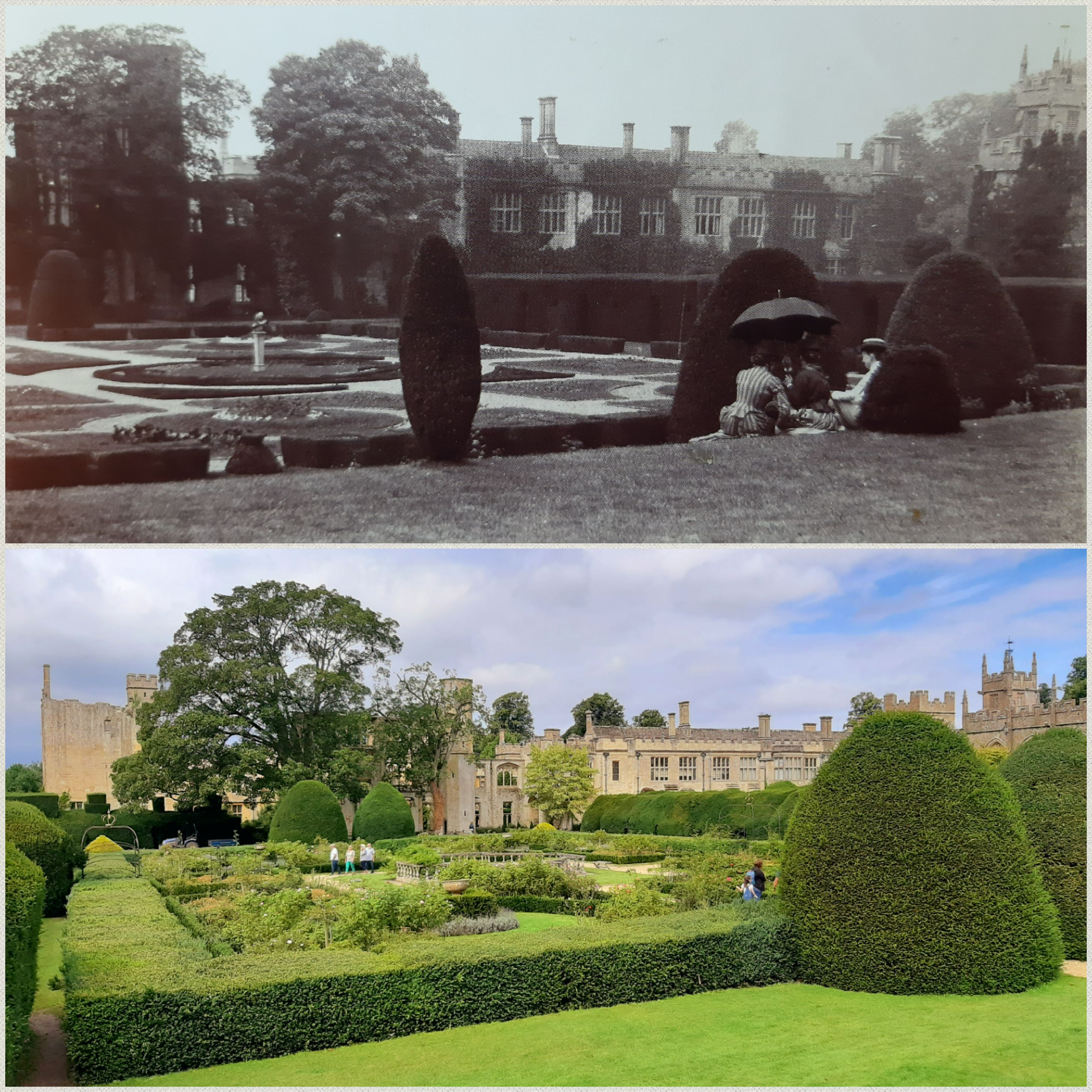
Une comparaison du Queens 'Garden à l'époque victorienne et aujourd'hui

Le jardin est divisé en dix jardins séparés, la pièce maîtresse étant le Jardin de la Reine. Le Queens 'Garden est la replantation victorienne d'un jardin de parterre élisabéthain original qui a été découvert au même endroit, les grandes haies d'ifs qui l'entourent remontent à 1860.
La célèbre rosarienne Jane Fearnley-Whittingstall est responsable de l'exposition actuelle de roses dans le Queens' Garden, qui abrite aujourd'hui plus de quatre-vingts variétés différentes de roses.
Un autre jardin à Sudeley est The Knot Garden, composé de plus de 1 200 haies de buis, sa conception complexe s'inspire du motif de la robe portée par la reine Élisabeth Ire dans L'Allégorie de la succession Tudor, une peinture qui est exposée dans le château.
L'église Sainte-Marie, dans laquelle Catherine Parr est enterrée, est bordée par le Jardin Blanc, riche en pivoines, clématites, roses et tulipes, où Katherine et sa compagne, Lady Jane Grey seraient entrées dans l'église pour les prières quotidiennes,.
Sudeley abrite également l'une des plus grandes collections publiques de faisans en voie de disparition au monde et travaille en étroite collaboration avec la World Pheasant Association. La faisanderie qui opère au château depuis plus de trente ans fait partie d'un programme d'élevage plus large qui a été mis en place dans l'espoir d'augmenter le nombre d'oiseaux en danger critique d'extinction,.

## Attractions touristiques
Le château de Sudeley est une attraction touristique depuis le début du XVIIIe siècle, attirant des antiquaires, des graveurs et des artistes de toute la Grande-Bretagne. Parmi les premiers d'entre eux, Samuel et Nathaniel Buck visitent et dessinent le château en 1732 pour leur livre Buck's Antiquities. Le château, en tant que ruine romantique, accueille le roi George III qui le visite en 1788 tout en prenant les eaux à Cheltenham.
Aujourd'hui, Sudeley est l'un des rares châteaux restants en Angleterre qui est toujours une résidence privée. 
Le fondement de la collection d'art de Sudeley est construit sur la vente de Strawberry Hill House de 1842. Ce fut l'une des ventes aux enchères les plus impressionnantes de son époque, d'une durée d'environ 32 jours, mettant en vente la collection d'art d'Horace Walpole, fils de Robert Walpole, généralement considéré comme le premier Premier ministre de Grande-Bretagne. La collection est enrichie tout au long de l'ère victorienne, puis à nouveau sur la partie héritage de la collection d'art de l'homme d'affaires victorien James Morrison de Basildon Park (en).
Tout dans la collection du château n'entre pas parfaitement dans la catégorie de l'art, avec des artefacts tels qu'un livre de prières et une lettre d'amour appartenant à la reine Catherine Parr, des armes et le livre d'heures de Bohun, l'un des six seuls du genre à avoir survécu.

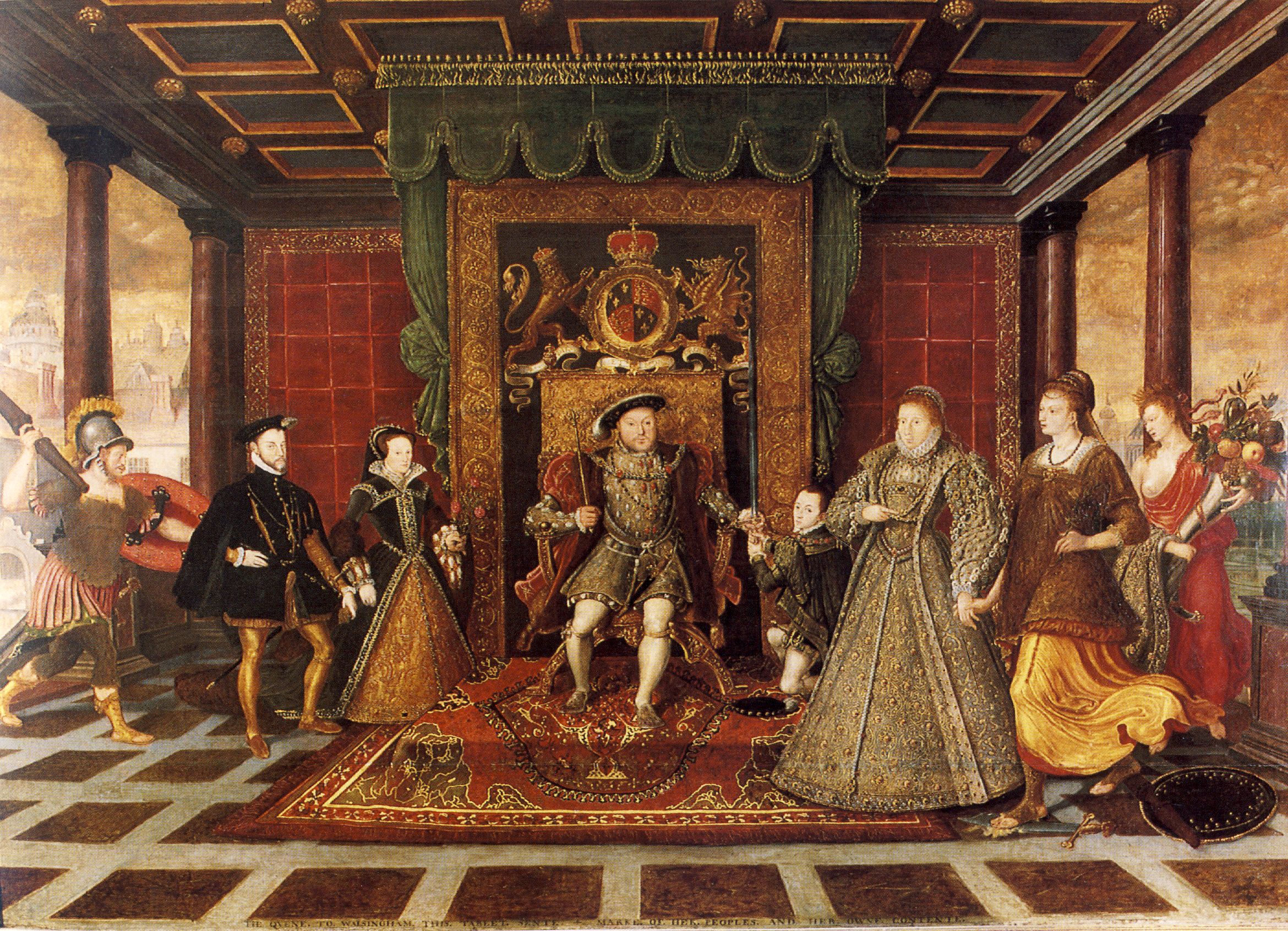
Une allégorie de la succession Tudor commandée par la reine Élisabeth Ire

Toute la collection d'art n'est pas exposée au public, avec une sélection de celle-ci dans les expositions; le reste est conservé dans les chambres familiales privées. Le château organise des visites d'art spécialisées qui emmènent de petits groupes de visiteurs dans les quartiers privés.
La collection textile du château de Sudeley a été rassemblée par Emma Dent au XIXe siècle, elle est considérée comme l'une des plus belles collections du pays et estpendant un certain temps prêtée au Victoria and Albert Museum de Londres. En raison de la fragilité de certaines pièces, une partie sélectionnée est exposée au château dans les expositions, tandis que le reste est conservé dans un entrepôt de protection.

## Galerie

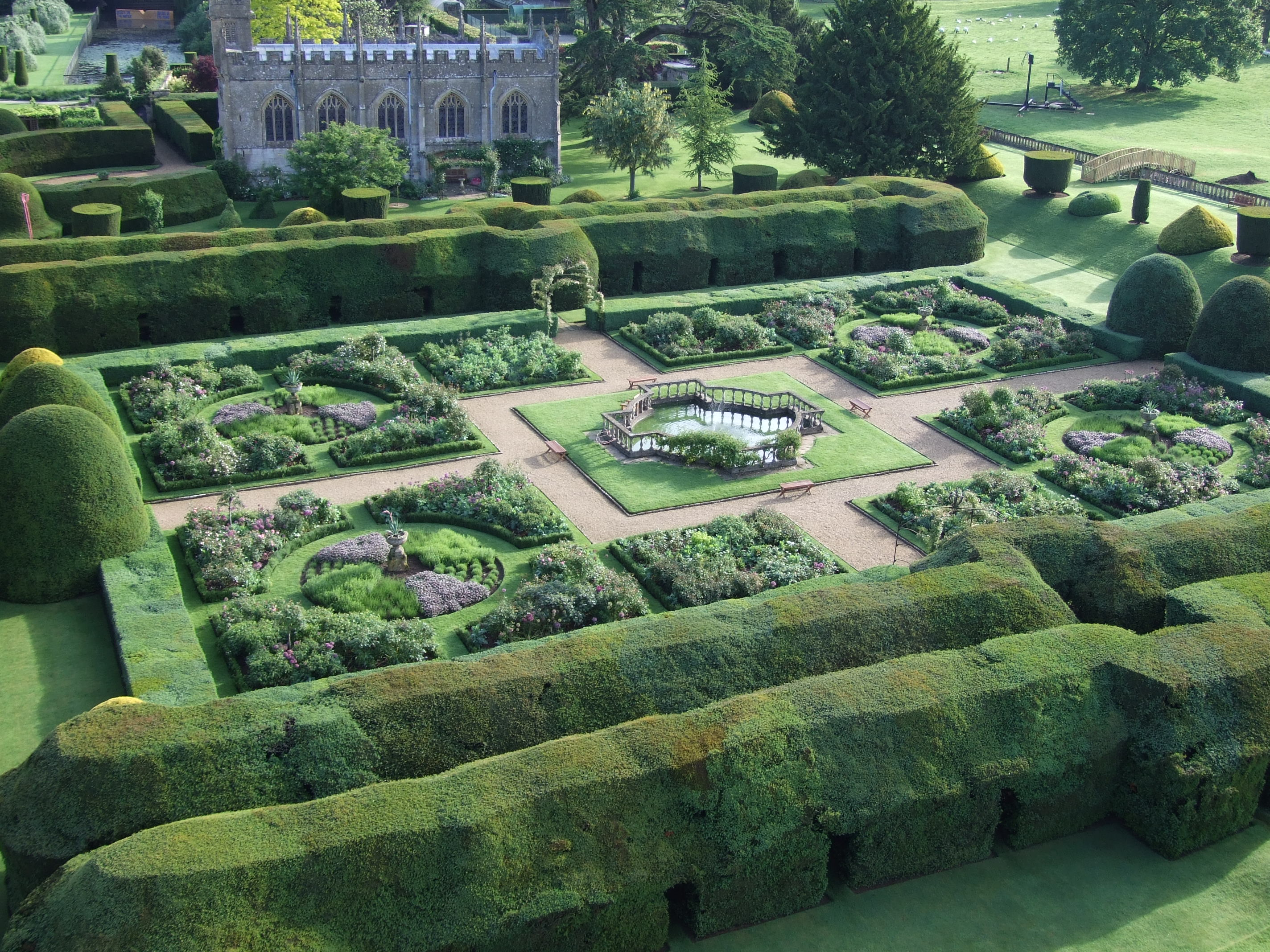
Le jardin des reines
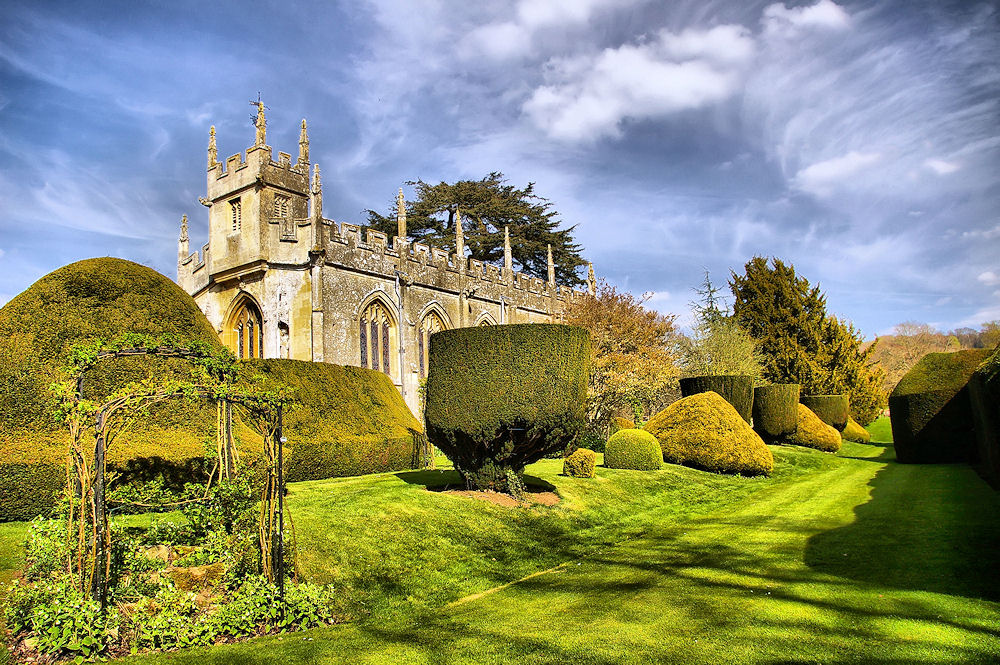
Église Sainte-Marie, château de Sudeley
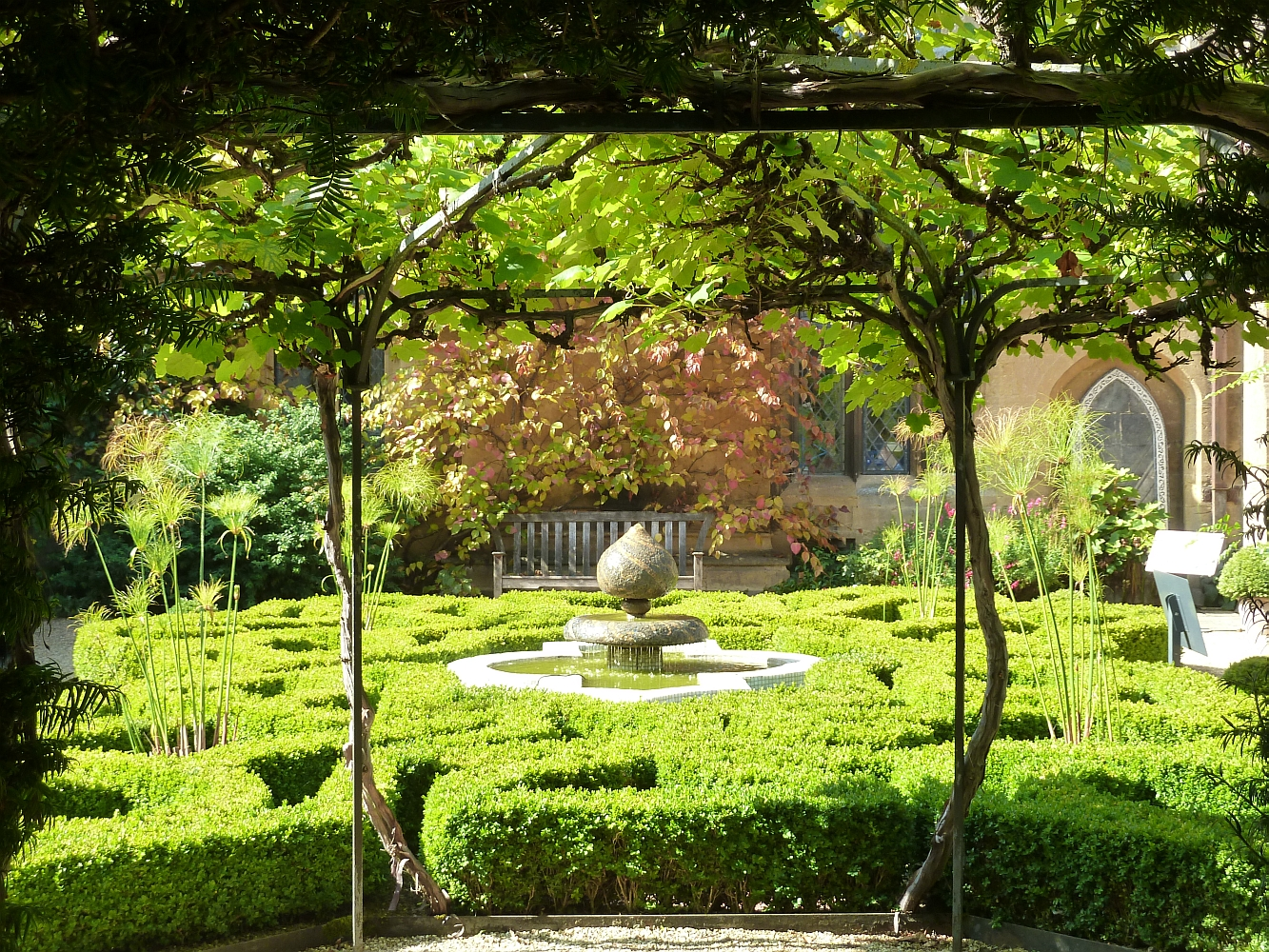
Nœud Jardin
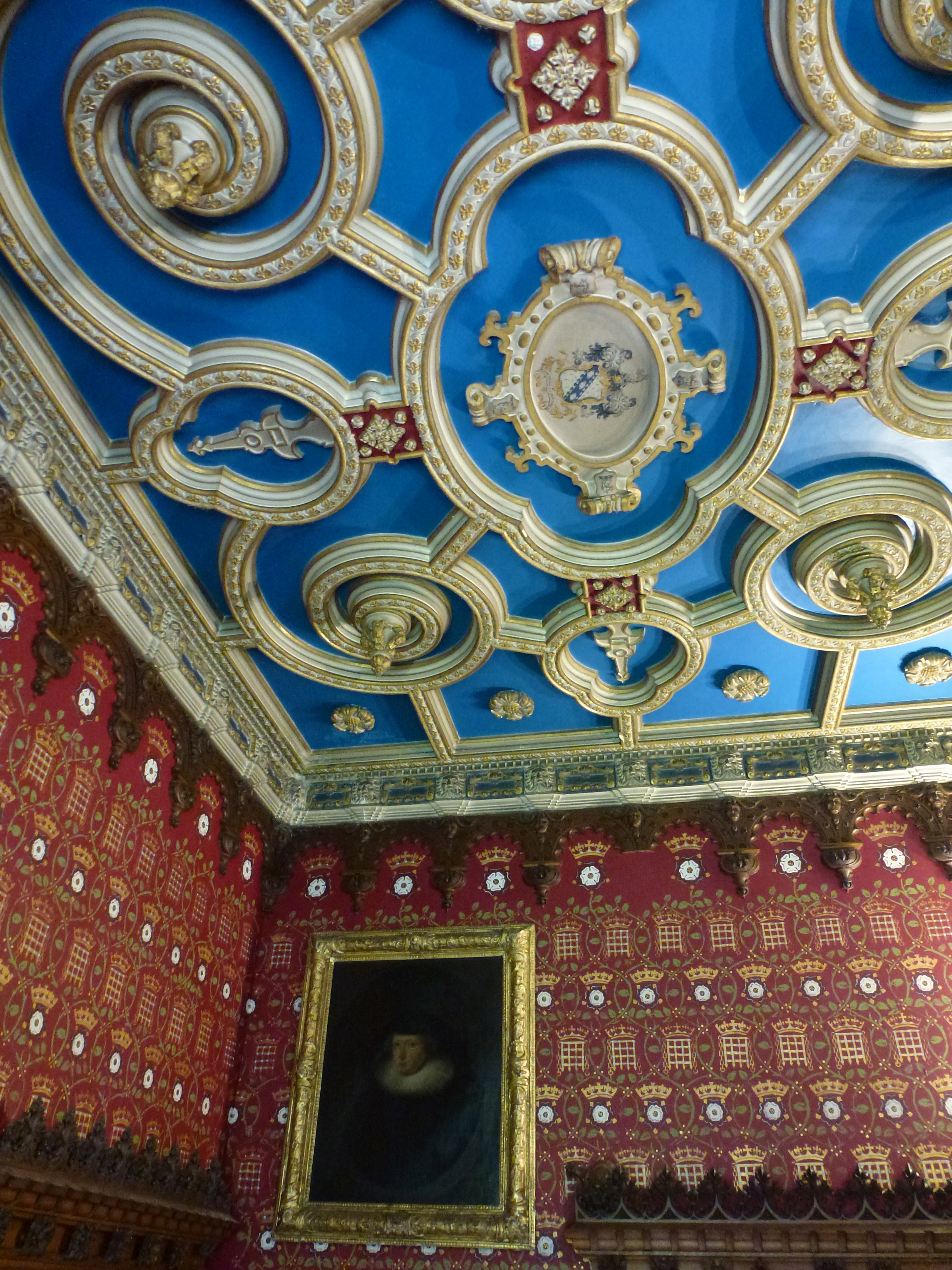
Antichambre de Catherine Parr
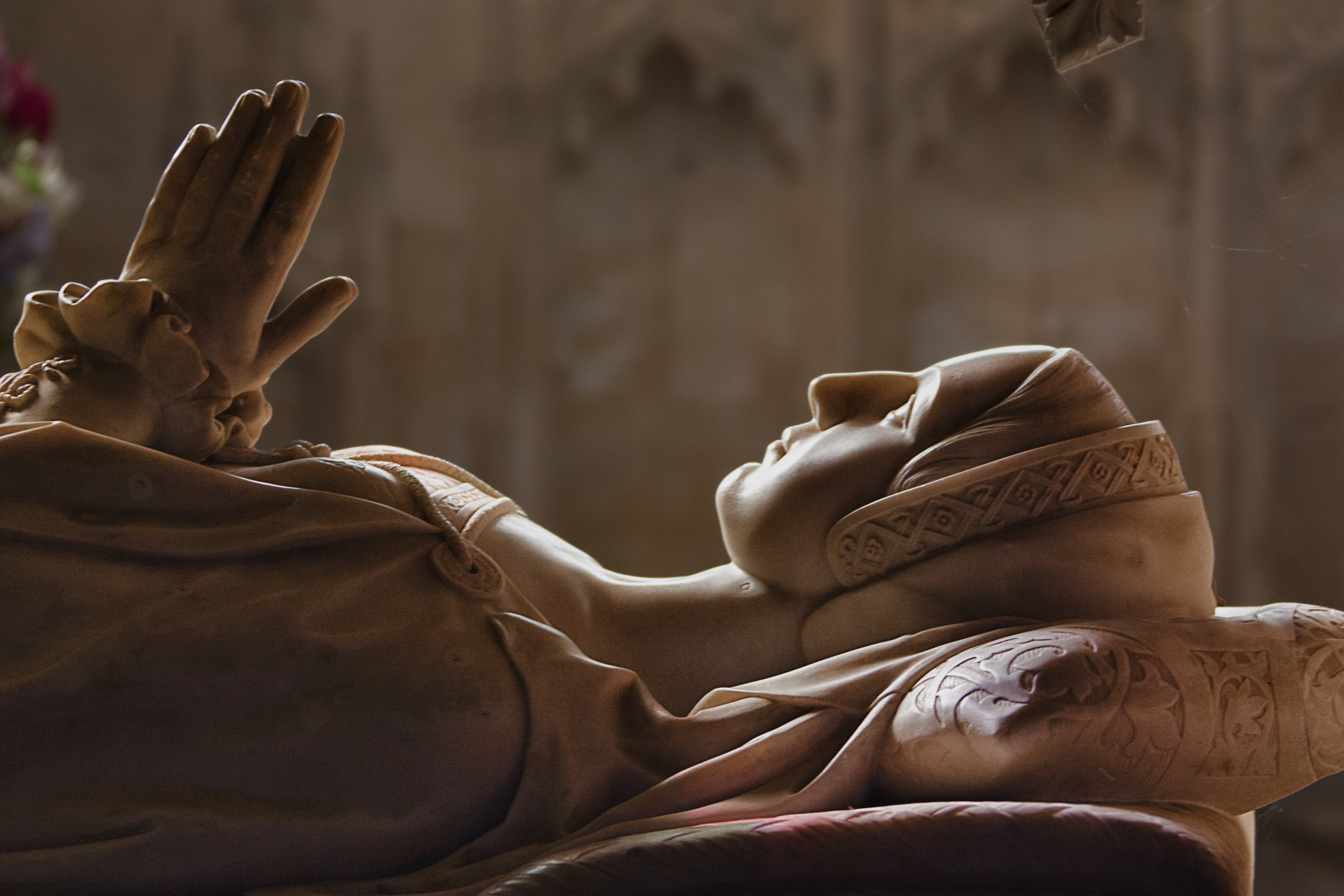
La tombe de Catherine Parr
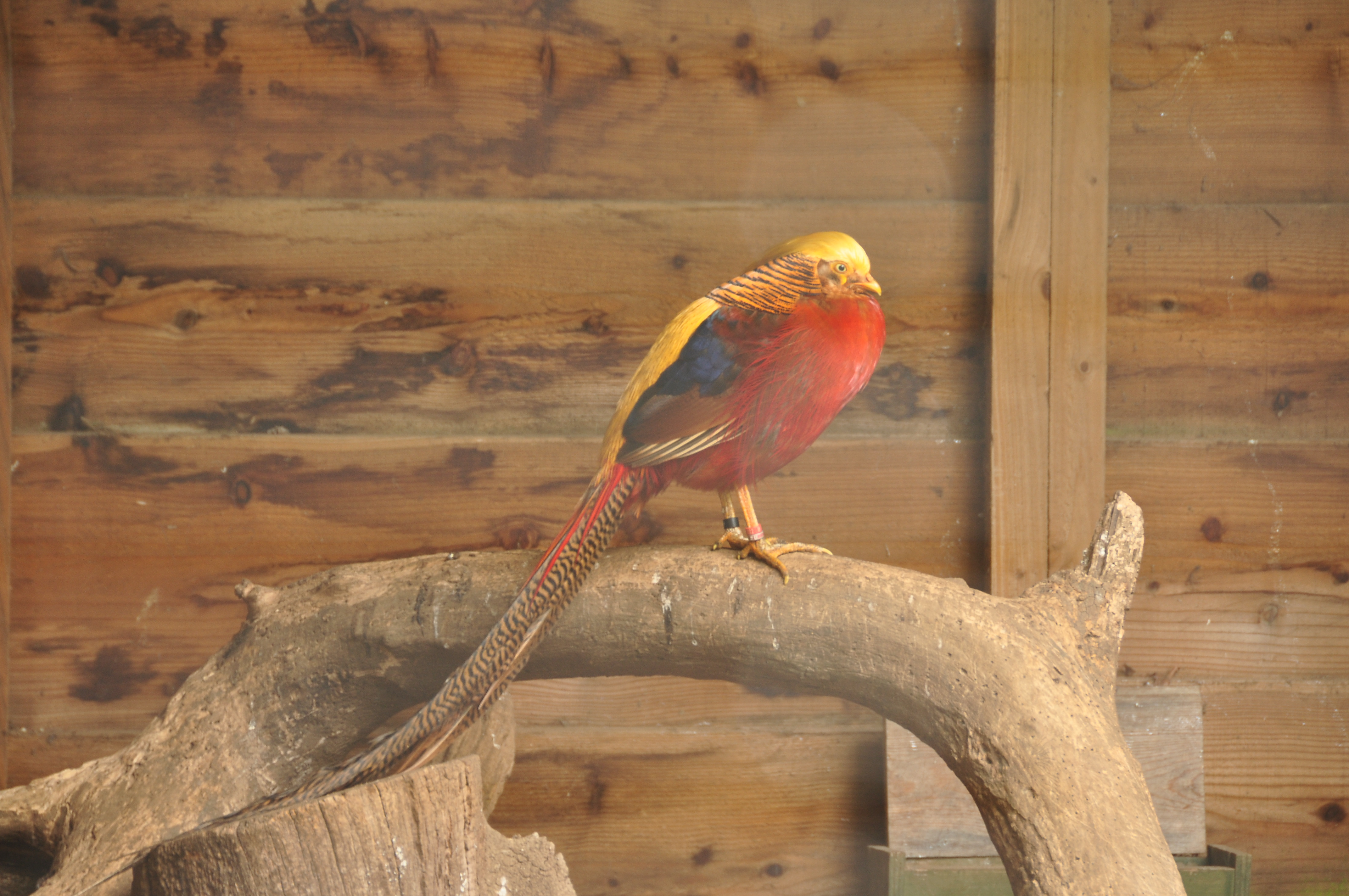
Faisanderie Sudeley
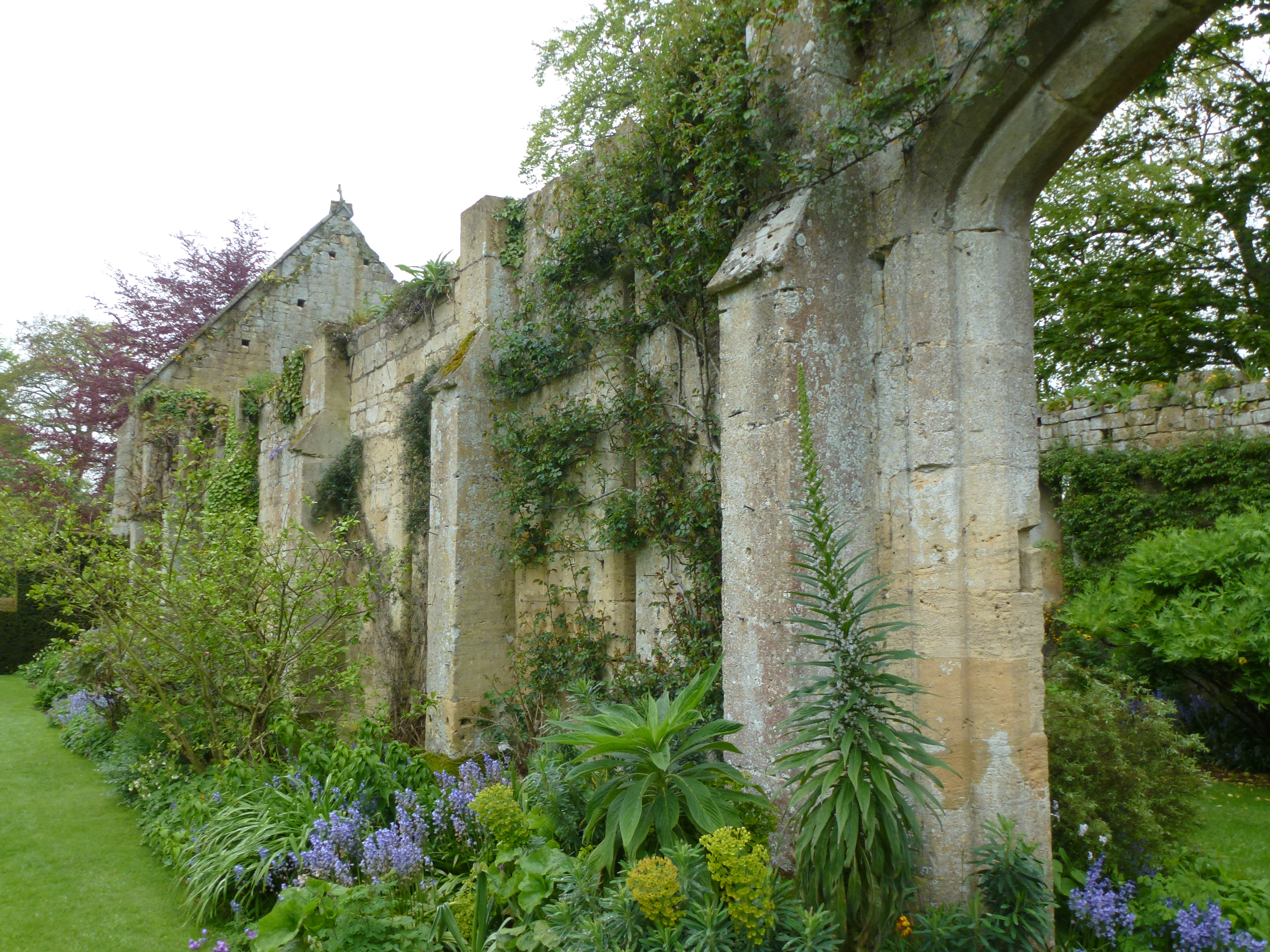
Grange aux dîmes
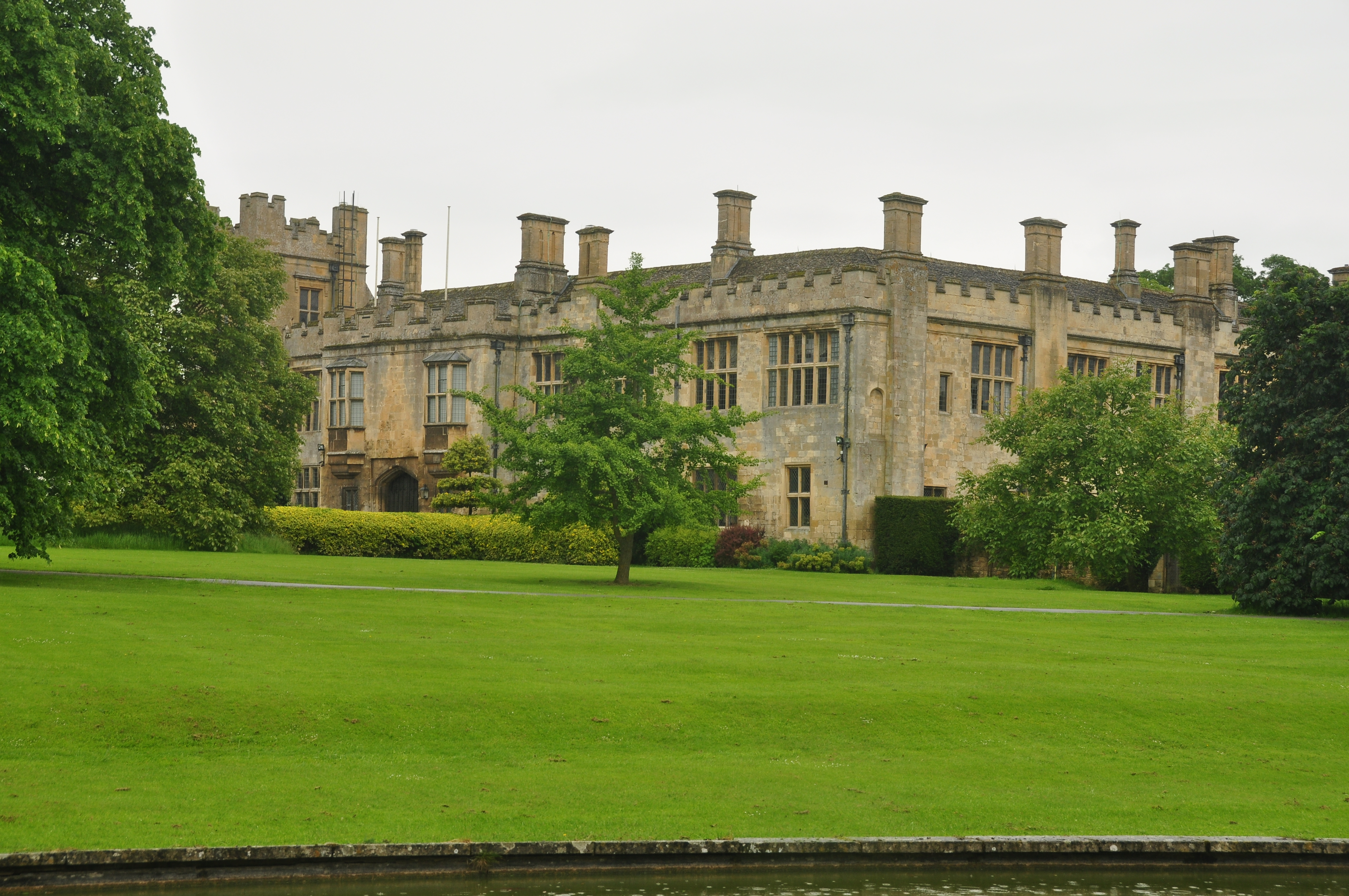
Aile Nord